# Alpheus bellulus
Alpheus bellulus eller tiger knipsereje er en blandt mange rejer, som kaldes knipsereje eller pistolreje. Ved at smælde sine klosakse sammen kan den lave varme via kollapsende eller imploderende gasbobler med en temperatur på mindst 5.000 kelvin. Det kaldes også sonoluminescens (eller endda rejeluminescens).